# میرزالر
میرزالر (ترکی آذربایجانی: Mirzələr) یک منطقهٔ مسکونی در جمهوری آرتساخ است که در استان آسکران واقع شده‌است.